# Mycoplasma cricetuli
Mycoplasma cricetuli è una specie di batterio appartenente alla famiglia delle Mycoplasmataceae.